# Emil de Waal
Emil de Waal (* 6. ledna 1967 Kodaň) je dánský jazzový bubeník. Od roku 1987 působil ve skupině Bagdad Dagblad. Později hrál na albech mnoha dalších hudebníků, mezi které patří například Kaya Brüel, Aske Jacoby, Randi Laubek, Anne Linnet a rapová skupina Østkyst Hustlers. V roce 2000 vydal společné album s bubeníkem Jonasem Johansenem nazvané Band Mrazem; vedle dalších hudebníků na něm hrál také americký baskytarista Erik Sanko, který následně s Waalem spolupracoval i na dalších albech, včetně Emil De Waal + (2005) a Ombud (2008), a rovněž s ním koncertoval (například album Live+, 2006). V roce 2018 vydal společné bezejmenné album se švédským multiinstrumentalistou Gustafem Ljunggrenem; spolupráci s ním si zopakoval na deskách Måne (2020) a Stockholm København (2023).

## Diskografie (výběr)
- Band Mrazem (2000)
- Emil De Waal + (2005)[3]
- Live+ (2006)
- Ombud (2008)
- Emil de Waal + SpejderRobot (2009)
- Elguitar & Saxofon (2010)
- Handmade in Denmark (2013)
- Gustaf Ljunggren / Emil De Waal (2018)
- Måne (2020)
- Vente (2021)[4]
- Brugt (2023)
- Stockholm København (2023)